# Sench Aubanh
Sench Aubanh (en francès Saint-Alban-sur-Limagnole) és un municipi francès situat al departament del Losera i a la regió d'Occitània.